# Johann Valentin Eckelt
Johann Valentin Eckelt (Werningshausen, prop d'Erfurt, 1673 - Sondershausen, 1732) fou un compositor alemany.
Fou organista de Wernigerode primer, i de l'església de la Trinitat, i a Sondershausen, després. Entre les seves composicions hi figuren càntics, preludis per a orgue, etc., i una Passió a gran orquestra. Però el que li donà major fama foren les obres didàctiques que va escriure, mostrant en totes elles una gran erudició. Aquestes foren: Experimenta musicae geometrica (Erfurt, 1715), Instruccions per a compondre una obra (1722), i Compendi de què necessita saber un músic.